# Веселин Денков
Веселин Денков Христов е български революционер, деец на Вътрешната македоно-одринска революционна организация.

## Биография
Веселин Денков е роден в 1881 година в паланечкото българско село Псача, тогава в Османската империя, днес в Северна Македония. При избухването на Балканската война в 1912 година е доброволец в Македоно-одринското опълчение и служи в 47-и партизански взвод на Трайко Павлов. След Междусъюзническата война, когато Паланечко попада в Сърбия, Денков встъпва в кривопаланската чета на Петко Стефанов и действа с нея до освобождението на Паланечко от Българската армия през есента на 1915 година по време на Първата световна война. Присъединява се към Българската армия и служи до края на войната. След войната в 1918 година се завръща в Псача, но е арестуван от сръбските власти и осъден на 15 години строг тъмничен затвор, от които лежи 7 в Скопския затвор.
На 7 март 1943 година като жител на Псача, подава молба за българска народна пенсия, която е одобрена и пенсията е отпусната от Министерския съвет на Царство България.